# امتحان ایمان
امتحان ایمان (The Reaping) فیلمی در ژانر ترسناک به کارگردانی استیون هاپکینز است که در سال ۲۰۰۷ منتشر شد. از بازیگران آن می‌توان به هیلاری سوانک، دیوید موریسی، ادریس البا، آناسوفیا راب و استیون ری اشاره کرد.